# Paul Valcke
Paul Louis Jean Valcke (ur. 11 stycznia 1914 w Ostendzie, zm. 15 lipca 1980 w Ambrumesnil) – belgijski szermierz, brązowy medalista igrzysk olimpijskich i mistrzostw świata.
Na igrzyskach olimpijskich w Berlinie w 1936 roku zajął piąte miejsce w turnieju drużynowym. Indywidualnie odpadł w półfinałach. Po II wojnie światowej wystąpił na igrzyskach olimpijskich w Londynie w 1948 roku, gdzie Belgowie w składzie: Georges de Bourguignon, Henri Paternóster, Édouard Yves, Raymond Bru, André van de Werve de Vorsselaer i Paul Valcke zdobyli drużynowo brązowy medal. W rywalizacji indywidualnej zajął siódme miejsce, w rundzie finałowej wygrywając jeden pojedynek z siedmiu. Brał też udział w igrzyskach olimpijskich w Helsinkach w 1952 roku, gdzie indywidualnie dotarł to ćwierćfinałów, a drużynowo był piąty. Wystartował tam także w turnieju szpady drużynowej, w którym Belgowie odpadli w ćwierćfinałach.
Podczas mistrzostw świata w Lizbonie w 1947 roku razem z André Van De Werve De Vorsselaerem, Robertem Michielsem i Édouardem Yvesem wywalczył brązowy medal we florecie drużynowym.